# 奈良日米協会
奈良日米協会（ならにちべいきょうかい、英: Japan America Society of Nara）は、日本の奈良県に本部を置く、日米の交流促進にたずさわる非営利組織。2016年4月に創設された。日本では31番目の日米協会となる。
 - 毎日新聞2019年2月17日。ケリー米国総領事「友好活動を支援」

## 設立の背景
奈良は平城京が置かれていた奈良時代には、シルクロードの終着点として国際色豊かな文化が花開き、国宝建造物は日本最多である。日本において世界遺産を数多く有する文化都市でもある。また、日本の酒、墨、筆等の発祥の地であり、酒造、製薬、素麺等の水を原料とする製造業の生産地にもなっている。 
その奈良から日本文化をアメリカに向けて紹介し、かつアメリカ文化を学び相互理解を推し進めるために青少年の交換プログラムや芸術、文化、スポーツ等の交流を通して国際理解や友好精神を推進し、古都奈良に相応しい国際交流によって世界の平和に貢献することを目的として設立された。
2016年4月20日に奈良市内で発足会が開催された。

## 事業内容
会員間のみならず両国の教育・文化・スポーツ・持続可能な開発目標への取組み、青少年の健全育成を背景にした（文化・スポーツ）におけるアメリカとの青少年相互交換をおこなう。 
- 日米の青少年留学支援（短期又は長期）
- 奈良県の文化・アメリカの文化交流支援
- SDGsへの取組み 持続可能な開発目標への取組み外務省